# Eleições estaduais em Goiás em 1934 e 1935

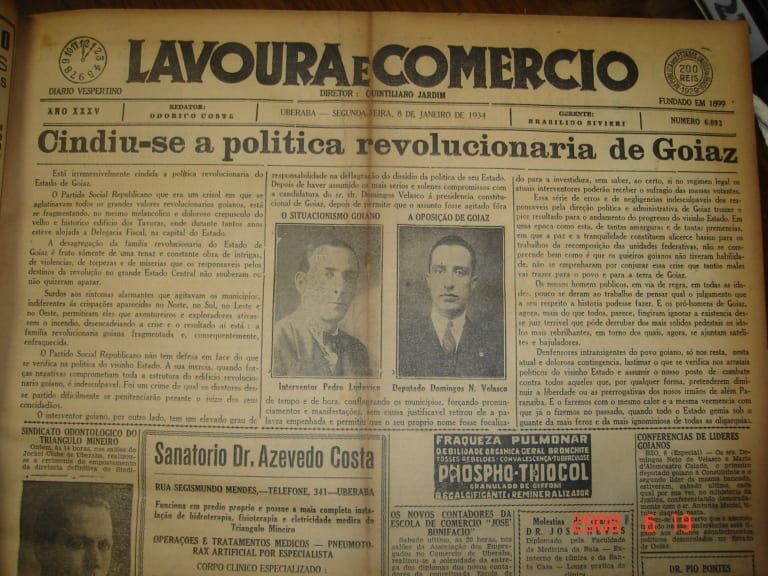
O Jornal Lavoura e Comércio noticia o rompimento político entre Pedro Ludovico Teixeira e seu ex-secretário de Segurança Pública, Domingos Neto de Vellasco.

As eleições estaduais em Goiás em 1934 se deram em 14 de outubro daquele ano, com dois turnos, como antecipação das Eleições gerais no Brasil em 1935 e mais uma eleição indireta no início do ano seguinte, que resultou na vitória de Pedro Ludovico Teixeira, então interventor federal que abandonou o cargo, deixado para o Desembargador do Tribunal de Justiça de Goiás, Heitor Morais Fleury. Disputou contra ele, seu ex-secretário estadual de Segurança Pública e deputado federal, Domingos Vellasco, que deveria ser o candidato do PSR, porém este acabou sendo preterido. Houve um comparecimento de 69.23% dos eleitores, estando aptos para votar 33.961 pessoas no estado.
Ambos eram naturais da cidade de Goiás, antiga capital do Estado. Teixeira era médico e jornalista, opositor da família Caiado e do Partido Democrata, nascido em 23 de outubro de 1891. Foi preso em meio à Revolução de 1930, por tropas militares do governo de Humberto Martins Ribeiro e solto após a vitória de Vargas no Rio de Janeiro. Tornou-se chefe da Junta governativa goiana de 1930 e passou a ser Interventor federal, reassumindo em 1932 após substituir o adversário e desembargador, Mário de Alencastro Caiado, por pressões do secretário Domingos Vellasco ao Governo federal do Brasil.
Por sua vez, Vellasco era um escritor, advogado, jornalista, militar e político, que também auxiliou na oposição às forças caiadistas. Ele foi deputado federal constituinte por Goiás, devido às eleições gerais no Brasil em 1933 e serviu como secretário nas pastas de Assistência e Segurança Pública, além de ter sido Procurador dos Negócios de Goiás no Rio de Janeiro e comandante da PMGO na Revolução Constitucionalista de 1932. Foi preterido pelo partido para disputar as eleições do governo de Goiás, o que levou à sua aliança com Totó Caiado e Alfredo Lopes de Morais.Surgiu a Coligação Libertadora, coalizão que unia o Partido Democrata e o Partido Libertador de Goiás.

## Deputados federais eleitos
Foram eleitos 4 deputados federais constituintes e três suplentes, apenas Domingos Vellasco era da Coligação Libertadora.
| Nome                          | Imagem | Partido                    | Votos em segundo turno |
| ----------------------------- | ------ | -------------------------- | ---------------------- |
| Vicente Miguel da Silva Abreu |        | Partido Social Republicano | 15.109                 |
| Laudelino Gomes de Almeida    |        | Partido Social Republicano | 15.085                 |
| Carlos Augusto Godói          |        | Partido Social Republicano | 15.080                 |
| Domingos Vellasco             |        | Coligação Libertadora      | 7.962                  |

## Deputados estaduais eleitos
Representação eleita
  PSR: 16
  Coligação Libertadora: 8

Foram convocados mais 6 suplentes do PSR, após a eleição indireta de Pedro Ludovico. Dois turnos para deputado estadual foram convocados, não se conhece a data do segundo. Foram oito (8) eleitos da Coligação e dezesseis (16) do PSR.
| Fontes:                            | Fontes:               | Fontes:                |
| Nome                               | Partido               | Votos em segundo turno |
| ---------------------------------- | --------------------- | ---------------------- |
| Agenor Gonçalves de Castro         | Coligação Libertadora | 8.181                  |
| Alfredo Nasser                     | Coligação Libertadora | 8.219                  |
| Antônio Raimundo Gomes da Frota    | PSR                   | 14.912                 |
| Aquiles de Pina                    | PSR                   | 14.692                 |
| Diógenes Dolival Sampaio           | PSR                   | 14.628                 |
| Felicíssimo do Espírito Santo Neto | PSR                   | 14.876                 |
| Felismino de Souza Vianna          | Coligação Libertadora | 8.188                  |
| Genserico Gonzaga Jayme            | Coligação Libertadora | 8.159                  |
| Guilherme Xavier de Almeida        | PSR                   | 14.956                 |
| Hermínio Alves de Amorim           | PSR                   | 14.709                 |
| Hermógenes Ferreira Coelho         | PSR                   | 14.936                 |
| Irany Alves de Ferreira            | PSR                   | 14.940                 |
| Jacy de Assis                      | Coligação Libertadora | 8.135                  |
| Joaquim Rufino Ramos Jubé Junior   | Coligação Libertadora | 8.234                  |
| João de Abreu                      | PSR                   | 14.792                 |
| João Jacyntho de Almeida           | PSR                   | 14.800                 |
| João José Coutinho                 | PSR                   | 14.900                 |
| José da Costa Paranhos             | Coligação Libertadora | 8.053                  |
| José Ludovico de Almeida           | PSR                   | 14.932                 |
| Manoel Balbino de Carvalho         | PSR                   | 14.741                 |
| Mário Mendes                       | PSR                   | 14.955                 |
| Moisés da Costa Gomes              | PSR                   | 14.921                 |
| Orlando Rodrigues Borges           | PSR                   | 14.934                 |
| Oscar Campos Júnior                | PSR                   | 14.923                 |
| Salomão Clementino de Faria        | PSR                   | 14.957                 |
| Sebastião de Araújo Machado        | PSR                   | 14.766                 |
| Sebastião Gonçalves de Almeida     | PSR                   | 14.633                 |
| Taciano Gomes de Melo              | PSR                   | 14.818                 |
| Vasco dos Reis Gonçalves           | PSR                   | 14.909                 |
| Victor Coelho de Almeida           | Coligação Libertadora | 8.150                  |

## Eleição indireta para governador
As eleições parlamentares foram encerradas em 1934. A partir da Legislatura Estadual da Constituinte, formou-se a base para uma eleição indireta no início de 1935. Em seguida, Ludovico foi escolhido com a maioria que seu partido compusera na Assembleia, derrotando assim Vellasco, que no entanto, permaneceu como deputado federal.